# Ninsun

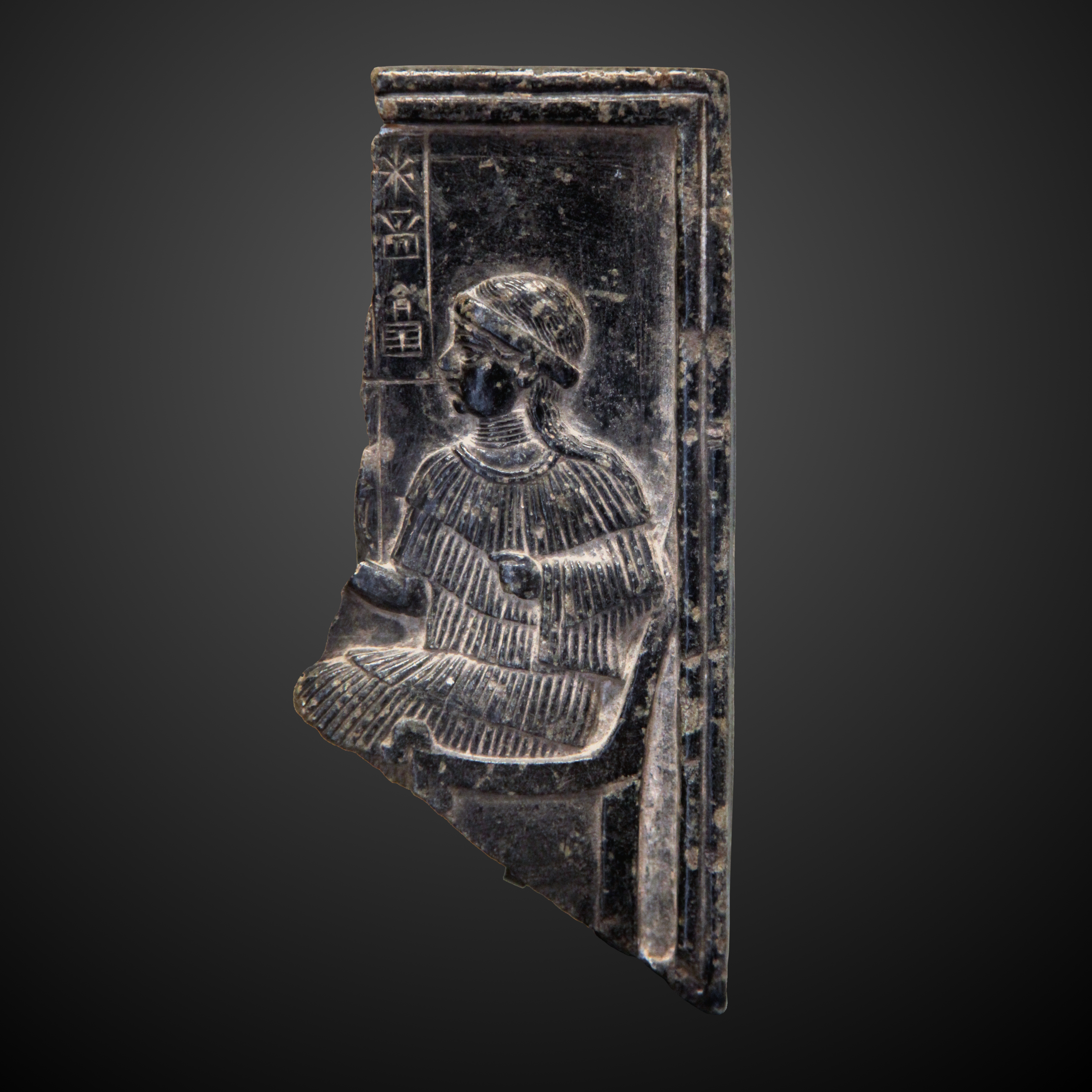
Relief von Ninsun im Louvre.

Ninsun (𒀭𒊩𒌆𒄢 auch Ninsunna; Herrin Wildkuh/Göttliche Wildkuh; Beiname Verschleierte Fürstin) ist eine Figur aus der mesopotamischen Mythologie und ein Charakter aus dem Gilgamesch-Epos. Es handelt sich um die einzige Tochter des Königs Enmerkar. 
Sie ist die Göttin von Uruk, Gattin des vergöttlichten Königs Lugalbanda und Mutter des Gilgameš. Indem sie in Zukunft schaut und Träume deutet, fungierte Ninsun als weise Beraterin. Urnammu, der Begründer der dritten Dynastie von Ur, führte seine Abstammung auf sie zurück.